# Livistona decora
Livistona decora là loài thực vật có hoa thuộc họ Arecaceae. Loài này được (W.Bull) Dowe mô tả khoa học đầu tiên năm 2004.

## Hình ảnh

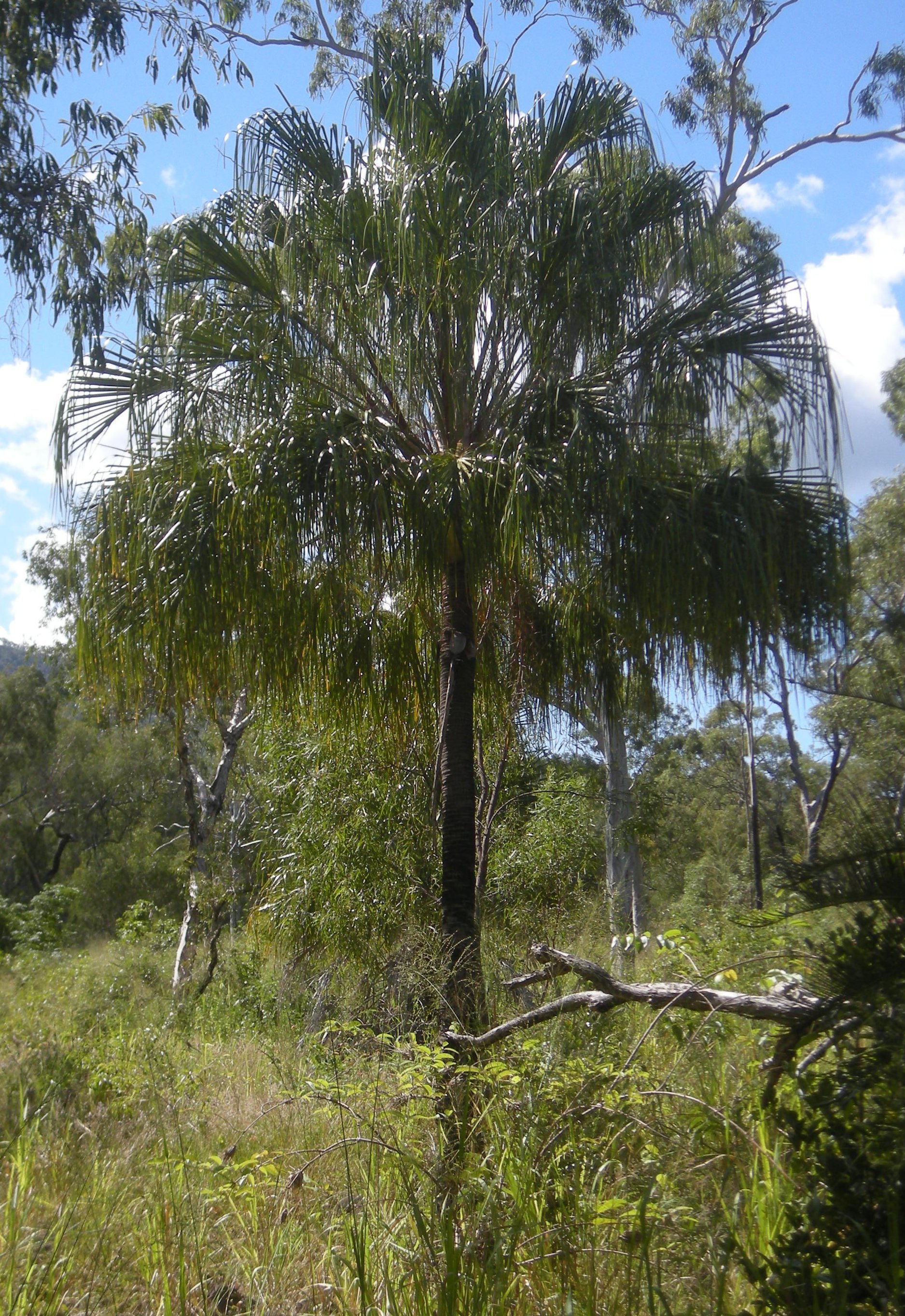